# Hèctor Cesena Albós
Hèctor Cesena Albós (Hospitalet de Llobregat, 1929 - Hospitalet de Llobregat, 9 de març de 2024) va ser un escultor hospitalenc.
Artista autodidacte, va tenir un estil figuratiu i realista. Autor de diverses obres públiques, moltes es troben a la seva ciutat natal, destacant el Monument als Vells (1974), conegut popularment com La velleta, ubicat al barri de Santa Eulàlia; La família (1974), al Parc de Can Buxeres; el bust de l'alcalde Just Oliveras (1954) o el monòlit en honor al mestre Francesc Batallé (2005), situat a la rambla de la Marina. Per altra banda, el Museu de l'Hospitalet conserva diferents peces de l'autor, com una còpia de La velleta a mida real, l'Al·legoria de l'agricultura i la indústria o el bust de Jaume Raventós. També conreà l'escultura funerària i moltes obres seves es poden trobar als cementiris de Tàrrega i Figueres

També va exercir com a docent durant setze anys i fou professor de l'Escola Massana de Barcelona. Entre altres premis, va rebre el premi del Cercle Artístic de Sant Lluc (1968) i el diploma de Mestre Artesà per part del Departament d’Innovació, Universitats i Empresa de la Generalitat de Catalunya (2010).
- Bust de Just Oliveras (1954)
- Monument al mestre Francesc Batallé (2005)